# Melodifestivalen 2023
Das Melodifestivalen 2023 war der schwedische Vorentscheid für den Eurovision Song Contest 2023 im Vereinigten Königreich. Es war die 63. Ausgabe des von der öffentlich-rechtlichen Fernsehgesellschaft Sveriges Television (SVT) veranstalteten Wettbewerbs. Loreen gewann mit dem Lied Tattoo.

## Format

### Konzept
2023 wird das Format vom Vorjahr wieder verwendet. Es treten, wie zuvor auch, 28 Beiträge an, die auf vier Halbfinals verteilt werden, sodass jeweils sieben Beiträge pro Halbfinale vorgestellt werden. Die Zuschauer entscheiden in zwei Abstimmungsrunden, wer sich für das Finale qualifiziert und wer im Semifinal nochmals antreten wird. Im Halbfinale eins bis vier (Deltävling, dt. Wettbewerb) qualifizieren sich die ersten beiden Beiträge direkt für das Finale. Der Beitrag, der in der ersten Runde die meisten Stimmen erreicht hat, qualifiziert sich direkt für das Finale. Die verbleibenden sechs Beiträge behalten in der zweiten Abstimmungsrunde ihre Stimmen aus der ersten Runde. Allerdings greift in der zweiten Abstimmungsrunde auch wieder das Punktesystem der Altersgruppen. Der Beitrag, der dann die meisten Punkte hat, erreicht ebenso das Finale. Diejenigen Beiträge, die Platz drei und vier belegen, treten ein zweites Mal im Semifinal auf. Dort werden die acht Beiträge auf zwei Gruppen aufgeteilt, mit je vier Beiträgen. In jeder Gruppe qualifizieren sich die zwei Beiträge mit den meisten Zuschauerpunkten für das Finale. Dort treten dann 12 Beiträge an, wo der Sieger zu 50 % vom internationalen Juryvoting und zu 50 % vom Televoting bestimmt wird.
2019 wurde ein neues Abstimmungssystem eingeführt, das 2023 auch wieder eingesetzt werden wird. Wie auch 2022 wird es dieses Mal in den Halbfinalen wieder nur bei der zweiten Abstimmungsrunde verwendet.
| Altersgruppen:                                                                                |
| 3–9 Jahre 10–15 Jahre 16–29 Jahre 30–44 Jahre 45–59 Jahre 60–74 Jahre ab 75 Jahren Televoting |

Im Halbfinale können dann je Gruppe 12, 10, 8, 5, 3 und 1 Punkt/e verteilt werden. Im Finale kann dann jede Gruppe 12, 10, 8, 7, 6, 5, 4, 3, 2 und 1 Punkt/e verteilen. Um ein ausgeglichenes Verhältnis zu den internationalen Jurys im Finale zu haben, gibt es insgesamt acht von ihnen. Denn auch je internationale Jury wird 12, 10, 8, 7, 6, 5, 4, 3, 2 und 1 Punkt/e verteilt. So bleibt das System bestehen, dass im Halbfinale die Zuschauer das Ergebnis festlegen und im Finale zu 50 % die Zuschauer und zu 50 % eine internationale Jury den Sieger entscheiden.

### Sendungen
| Malmö |

| Göteborg |

| Linköping |

| Lidköping |

| Örnsköldsvik |

| Solna |

Am 31. Juli 2022 wurde bekanntgegeben, dass man 2023 wieder auf Tour gehen werde, nachdem die Tour 2022 auf Grund der COVID-19-Pandemie nicht möglich war. Die Städte, die für die Tour 2022 vorgesehen waren, sollen dieses Mal Austragungsort des Wettbewerbs sein.
Außerdem gab SVT bekannt, dass die Tickets zu den Sendungen ab dem 1. November 2022, 10:00 Uhr auf der Seite Ticketmaster erworben werden können. Alle gekauften Tickets, die für die ursprünglichen Austragungsorte der Halbfinals im Jahr 2022 vorgesehen waren, behielten für die verschobenen Termine im Jahr 2023 ihre Gültigkeit.
| Sendung      | Sendedatum       | Stadt        | Austragungsort   | Zuschauer (Gesamt) | Zuschauer (SVT1) | Zuschauer (SVT Play) | Marktanteil | Zuschauerstimmen (Televoting & App) | Anzahl der Votings |
| ------------ | ---------------- | ------------ | ---------------- | ------------------ | ---------------- | -------------------- | ----------- | ----------------------------------- | ------------------ |
| Deltävling 1 | 4. Februar 2023  | Göteborg     | Scandinavium     | 2.912.000          |                  |                      |             |                                     |                    |
| Deltävling 2 | 11. Februar 2023 | Linköping    | Saab Arena       | 2.830.000          |                  |                      |             |                                     |                    |
| Deltävling 3 | 18. Februar 2023 | Lidköping    | Sparbanken Arena | 2.598.000          |                  |                      |             |                                     |                    |
| Deltävling 4 | 25. Februar 2023 | Malmö        | Malmö Arena      | 2.814.000          |                  |                      |             |                                     |                    |
| Semifinal    | 4. März 2023     | Örnsköldsvik | Hägglunds Arena  | 2.315.000          |                  |                      |             |                                     |                    |
| Finalen      | 11. März 2023    | Solna        | Friends Arena    | 3,419.000          |                  |                      |             |                                     |                    |
| Gesamt       |                  |              |                  |                    |                  |                      |             |                                     |                    |

### Moderation
Am 27. September 2022 gab SVT bekannt, dass Farah Abadi als Moderatorin durch die Sendungen führen würde. Abadi ist in Schweden eine bekannte Hörfunk- und Fernsehmoderatorin und war u. a. Teil des schwedischen Vorprogramms des Eurovision Song Contest 2021. Beim Melodifestivalen 2022 moderierte sie bereits an der Seite von Oscar Zia, wobei sie für den Greenroom zuständig war. Jesper Rönndahl moderierte an ihrer Seite.

### Beitragswahl
Vom 26. August bis zum 16. September 2022, hatten Komponisten die Gelegenheit, einen Beitrag beim schwedischen Fernsehen SVT einzureichen. Von diesen werden 28 Beiträge ausgewählt. Die Auswahl erfolgte nach folgendem Auswahlprozess:
- schwedische Staatsbürger und Einwohner (ab dem 26. August 2022) können als Komponisten am Wettbewerb teilnehmen, mit Ausnahme von Personen, die Mitarbeiter bei SVT sind
- Komponisten, die nicht aus Schweden stammen, können ebenfalls teilnehmen, sofern mindestens ein Komponist des Beitrages schwedischer Staatsbürger/Einwohner ist
- 28 Beiträge werden ausgewählt, von denen 10 Beiträge schwedischsprachige Lieder sein werden
- ein Lied kann mehrmals eingereicht werden, wenn der Text in verschiedenen Sprachen ist
- mindestens 50 % der ausgewählten Beiträge müssen von weiblichen Komponistinnen mitgeschrieben werden
- die Lieder müssen zwischen 2 und 3 Minuten lang sein und den Eurovision-Regeln entsprechen
- die Namen der ausgewählten Beiträge und Komponisten werden von November bis Dezember 2022 bekanntgegeben.
- bis zu 8 Personen können für einen Beitrag auf der Bühne stehen, wenn das Lied für den Eurovision Song Contest ausgewählt wird, können nur 6 Personen auf der Bühne stehen

Am 16. September 2022 gab SVT bekannt, dass sie insgesamt 2824 Lieder erhalten haben. Das sind etwa 300 mehr als 2022 und die höchste Anzahl an Liedern seit zehn Jahren. Wie bereits im Vorjahr wurde auch 2023 kein Beitrag über den P4 Nästa Wettbewerb ausgewählt.

## Teilnehmer
Am 29. November 2022 präsentierte SVT die ersten 14 Teilnehmer des Melodifestivalen 2023. Die restlichen 14 Teilnehmer wurden am 30. November 2022 vorgestellt.

### Zurückkehrende Interpreten
13 Interpreten kehrten 2023 zum Wettbewerb zurück. Mariette nimmt bereits zum fünften Mal am Wettbewerb teil. Auch Loulou Lamotte nahm zum fünften Mal teil, allerdings erstmals als Solokünstlerin. Lamotte konnte das Melodifestivalen als Teil von The Mamas zweimal gewinnen. 2019 als Begleitgesang von John Lundvik, sowie 2020. 
Mit Loreen kehrte eine ehemalige ESC- und Melodifestivalen-Gewinnerin zurück. 
Bemerkenswert war ebenfalls die Teilnahme von Victor Crone, der Estland beim Eurovision Song Contest 2019 vertrat.
| Interpret              | Vorheriges Teilnahmejahr                                                                                                  |
| ---------------------- | --- |
| Axel Schylström        | 2017 |
| Eva Rydberg & Ewa Roos | 1977 (nur Eva Rydberg), 2021                                                                                              |
| Jon Henrik Fjällgren   | 2015, 2017, 2019 |
| Loreen                 | 2011, 2012, 2017 |
| Loulou Lamotte         | 2013 (als Begleitgesang für Behrang Miri), 2019 (als Begleitgesang für John Lundvik), 2020, 2021 (als Teil von The Mamas) |
| Mariette               | 2015, 2017, 2018, 2020 |
| Nordman                | 2005, 2008 |
| Panetoz                | 2014, 2016 |
| Paul Rey               | 2020, 2021 |
| Theoz                  | 2022 |
| Tone Sekelius          | 2022 |
| Victor Crone           | 2015, 2020 |
| Wiktoria               | 2016, 2017, 2019 |

*Fett-markierte Teilnahmejahre stehen für Sieger des Melodifestivalen.

## Halbfinale
Die Startreihenfolge innerhalb der Halbfinale wurde am 11. Januar 2023 bekanntgeben.

### Erstes Halbfinale

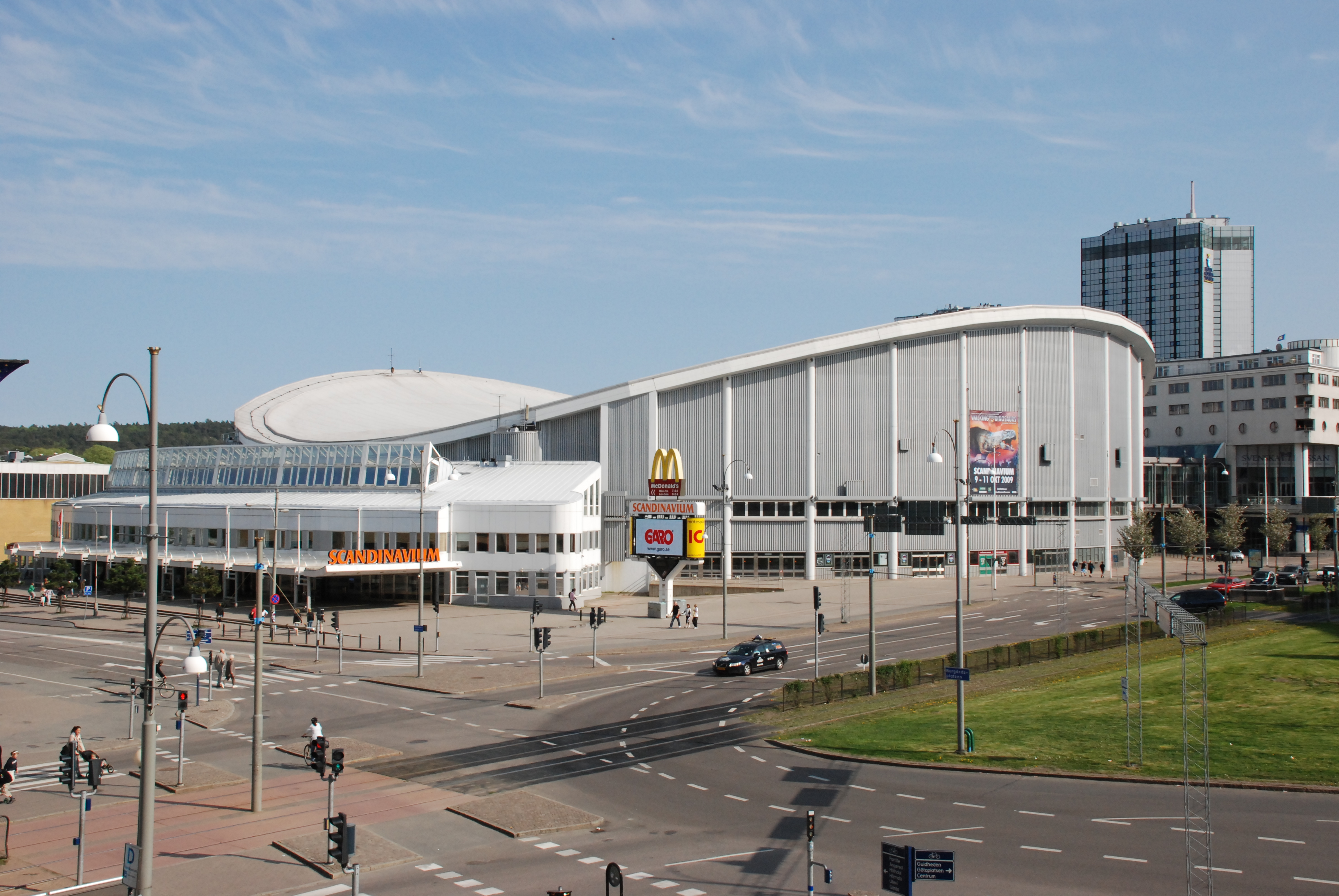
Scandinavium

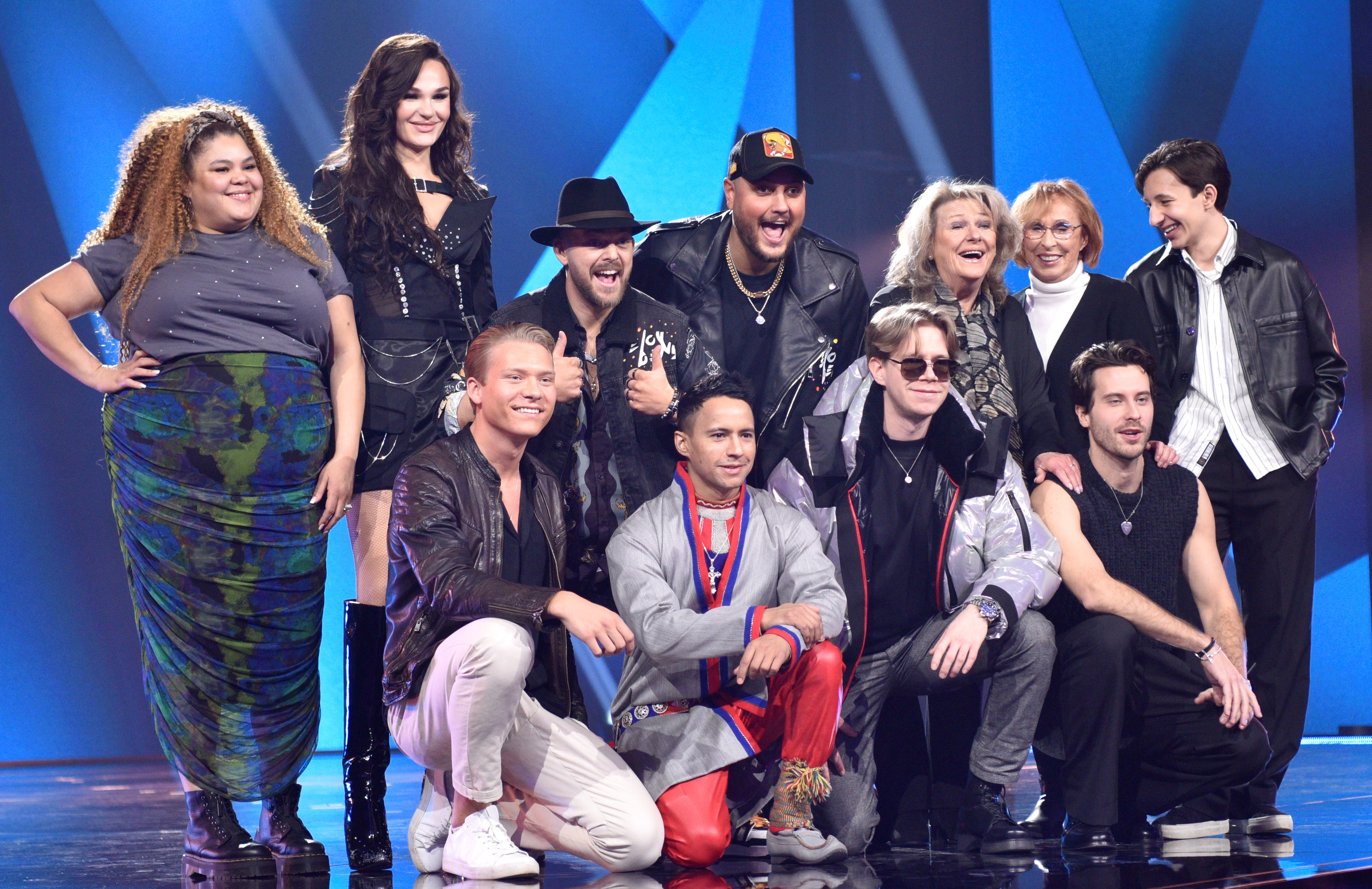
Die Interpreten der ersten Vorrunde

Das erste Halbfinale (Deltävling 1) fand am 4. Februar 2023, 20:00 Uhr (MEZ) im Scandinavium in Göteborg statt. In der ersten Abstimmungsrunde konnten Jon Henrik Fjällgren, Arc North feat. Adam Woods direkt für das Finale qualifizieren. Für Fjällgren war es das vierte Mal, dass er direkt ins Finale einzog. Als zweite folgte Tone Sekelius, im Vorjahr war sie über das Semifinal in das Finale eingezogen. Während der Abstimmungen wurden an 525.532 Geräten Stimmen gezählt. Die Anzahl der abgegebenen Stimmen übertraf mit 9.852.321 Stimmen den Vorjahreswert um 5866 %. Dieser Umstand ist dem Ausfall der App im ersten Halbfinale des Vorjahres geschuldet, dort konnten nur die per Anruf abgegebenen Stimmen gezählt werden.
| Platz | Startnr. | Interpret                                        | Lied Musik (M) und Text (T) | Sprache    | Übersetzung (inoffiziell) | Zuschauerstimmen (Televoting & App) | Zuschauerstimmen (Televoting & App) | Zuschauerstimmen (Televoting & App) | Zuschauerstimmen (Televoting & App) | Zuschauerstimmen (Televoting & App) | Bild |
| Platz | Startnr. | Interpret                                        | Lied Musik (M) und Text (T) | Sprache    | Übersetzung (inoffiziell) | Stimmen (Erste Runde)               | Stimmen (Zweite Runde)              | Stimmen (Gesamt)                    | %                                   | Punkte                              | Bild |
| ----- | -------- | ------------------------------------------------ | --- | ---------- | ------------------------- | ----------------------------------- | ----------------------------------- | ----------------------------------- | ----------------------------------- | ----------------------------------- | ---- |
| 1.    | 7        | Jon Henrik Fjällgren, Arc North feat. Adam Woods | Where You Are (Sávečan) M/T: Arc North, Calle Hellberg, Jon Henrik Fjällgren, Joy Deb, Oliver Belvelin, Richard Lästh, Tobias Lundgren, William Segerdahl | Englisch   | Wo du bist (Sávečan)      | 1.352.492                           | Beitrag nicht in zweiter Runde      | Beitrag nicht in zweiter Runde      | Beitrag nicht in zweiter Runde      | Beitrag nicht in zweiter Runde      |      |
| 2.    | 1        | Tone Sekelius                                    | Rhythm of My Show M/T: Anderz Wrethov, Dino Medanhodzic, Jimmy “Joker” Thörnfeldt, Tone Sekelius                                                          | Englisch   | Rhythmus meiner Show      | 1.087.127                           | 803.948                             | 1.891.075                           | 22,2 %                              | 94                                  |      |
| 3.    | 5        | Victor Crone                                     | Diamonds M/T: David Lindgren Zacharias, Peter Kvint, Victor Crone                                                                                         | Englisch   | Diamanten                 | 1.012.655                           | 625.862                             | 1.638.517                           | 19,3 %                              | 80                                  |      |
| 4.    | 4        | Elov & Beny                                      | Raggen går M/T: Johan Werner, Kristian Wejshag, Mattias Elovsson, Oscar Kilenius, Tim Larsson                                                             | Schwedisch | Die Raggar-Fahrt läuft    | 821.418                             | 467.605                             | 1.289.023                           | 15,2 %                              | 43                                  |      |
| 5.    | 3        | Rejhan                                           | Haunted M/T: Albin Johnsén, Mattias Andréasson, Pontus Söderman, Tilde RONIA Wrigsell                                                                     | Englisch   | Verflucht                 | 884.660                             | 460.003                             | 1.344.663                           | 15,8 %                              | 32                                  |      |
| 6.    | 2        | Loulou Lamotte                                   | Inga sorger M/T: Jonas Thander, Loulou LaMotte | Schwedisch | Keine Sorgen              | 754.498                             | 363.254                             | 1.117.752                           | 13,2 %                              | 32                                  |      |
| 7.    | 6        | Eva Rydberg & Ewa Roos                           | Länge leve livet M/T: Emil Vaker, Henric Pierroff, Kalle Rydberg                                                                                          | Schwedisch | Lang lebe das Leben       | 788.433                             | 430.366                             | 1.218.799                           | 14,3 %                              | 31                                  |      |

 Kandidat hat sich für das Finale qualifiziert.
 Kandidat hat sich für das Semifinal qualifiziert.
| Startnr. | Interpret                                        | 3–9 Jahre                      | 3–9 Jahre                      | 10–15 Jahre                    | 10–15 Jahre                    | 16–29 Jahre                    | 16–29 Jahre                    | 30–44 Jahre                    | 30–44 Jahre                    | 45–59 Jahre                    | 45–59 Jahre                    | 60–74 Jahre                    | 60–74 Jahre                    | ab 75 Jahren                   | ab 75 Jahren                   | Televoting                     | Televoting                     | Gesamt                         | Platz                          |
| Startnr. | Interpret                                        | Platz                          | Punkte                         | Platz                          | Punkte                         | Platz                          | Punkte                         | Platz                          | Punkte                         | Platz                          | Punkte                         | Platz                          | Punkte                         | Platz                          | Punkte                         | Platz                          | Punkte                         | Gesamt                         | Platz                          |
| -------- | ------------------------------------------------ | ------------------------------ | ------------------------------ | ------------------------------ | ------------------------------ | ------------------------------ | ------------------------------ | ------------------------------ | ------------------------------ | ------------------------------ | ------------------------------ | ------------------------------ | ------------------------------ | ------------------------------ | ------------------------------ | ------------------------------ | ------------------------------ | ------------------------------ | ------------------------------ |
| 1        | Tone Sekelius                                    | 1.                             | 12                             | 1.                             | 12                             | 1.                             | 12                             | 1.                             | 12                             | 1.                             | 12                             | 1.                             | 12                             | 2.                             | 10                             | 1.                             | 12                             | 94                             | 1.                             |
| 2        | Loulou Lamotte                                   | 6.                             | 1                              | 6.                             | 1                              | 6.                             | 1                              | 4.                             | 5                              | 3.                             | 8                              | 3.                             | 8                              | 4.                             | 5                              | 5.                             | 3                              | 32                             | 6.                             |
| 3        | Rejhan                                           | 4.                             | 5                              | 3.                             | 8                              | 2.                             | 10                             | 5.                             | 3                              | 5.                             | 3                              | 6.                             | 1                              | 6.                             | 1                              | 6.                             | 1                              | 32                             | 5.                             |
| 4        | Elov & Beny                                      | 3.                             | 8                              | 5.                             | 3                              | 5.                             | 3                              | 3.                             | 8                              | 4.                             | 5                              | 4.                             | 5                              | 5.                             | 3                              | 3.                             | 8                              | 43                             | 4.                             |
| 5        | Victor Crone                                     | 2.                             | 10                             | 2.                             | 10                             | 3.                             | 8                              | 2.                             | 10                             | 2.                             | 10                             | 2.                             | 10                             | 1.                             | 12                             | 2.                             | 10                             | 80                             | 3.                             |
| 6        | Eva Rydberg & Ewa Roos                           | 5.                             | 3                              | 4.                             | 5                              | 4.                             | 5                              | 6.                             | 1                              | 6.                             | 1                              | 5.                             | 3                              | 3.                             | 8                              | 4.                             | 5                              | 31                             | 7.                             |
| 7        | Jon Henrik Fjällgren, Arc North feat. Adam Woods | Beitrag nicht in zweiter Runde | Beitrag nicht in zweiter Runde | Beitrag nicht in zweiter Runde | Beitrag nicht in zweiter Runde | Beitrag nicht in zweiter Runde | Beitrag nicht in zweiter Runde | Beitrag nicht in zweiter Runde | Beitrag nicht in zweiter Runde | Beitrag nicht in zweiter Runde | Beitrag nicht in zweiter Runde | Beitrag nicht in zweiter Runde | Beitrag nicht in zweiter Runde | Beitrag nicht in zweiter Runde | Beitrag nicht in zweiter Runde | Beitrag nicht in zweiter Runde | Beitrag nicht in zweiter Runde | Beitrag nicht in zweiter Runde | Beitrag nicht in zweiter Runde |

### Zweites Halbfinale

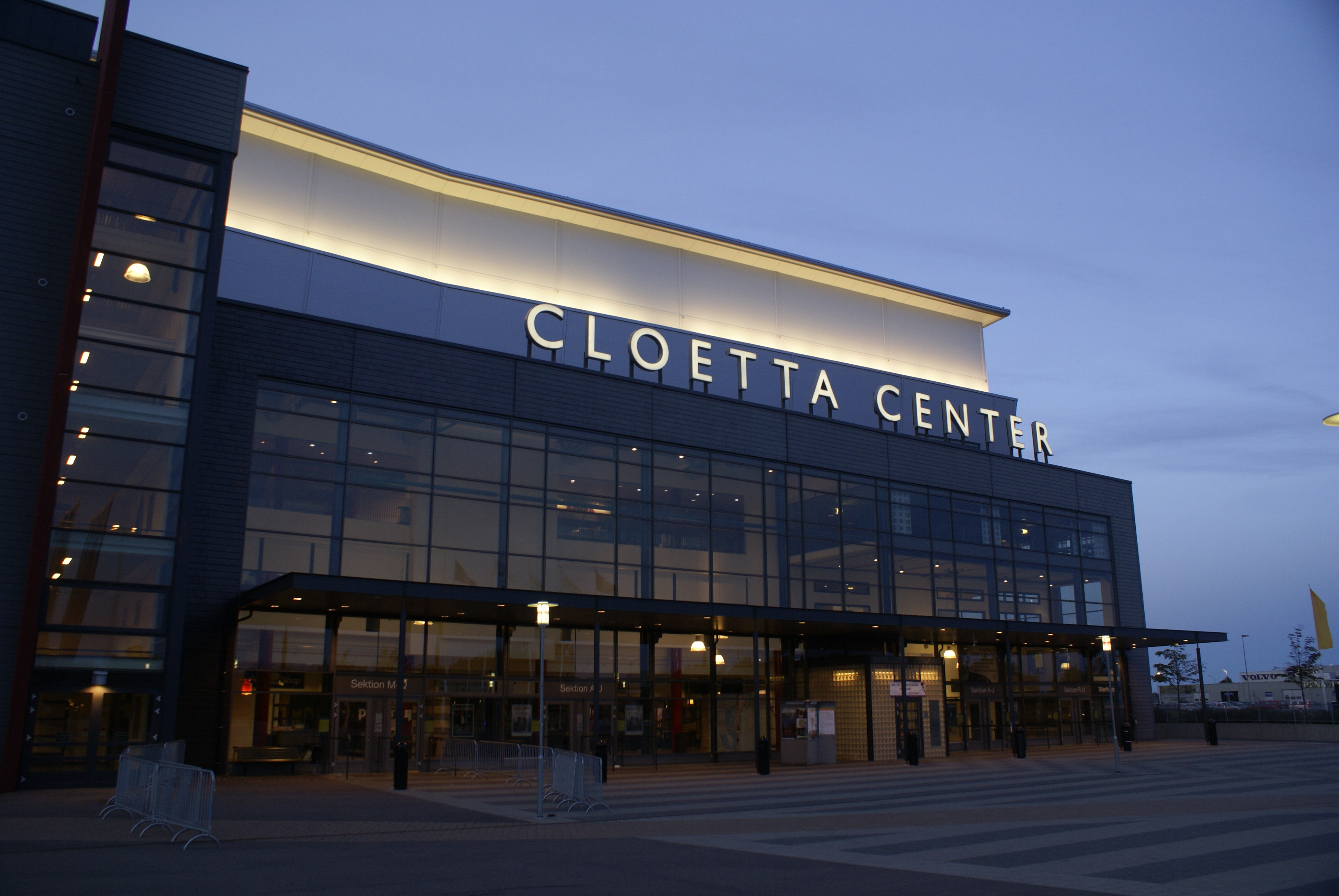
Saab Arena

Das zweite Halbfinale (Deltävling 2) fand am 11. Februar 2023, 20:00 Uhr (MEZ) in der Saab Arena in Linköping statt. In der ersten Abstimmungsrunde qualifizierte sich die Ukrainerin Maria Sur direkt für das Finale, auf sie folgten Panetoz. Für Panetoz war es die dritte Finalteilnahme, bei drei Teilnahmen am Melodifestivalen. Es wurden 527.368 an der Abstimmung beteiligte Geräte gezählt, ein Rückgang um rund 3 % gegenüber dem Vorjahr.

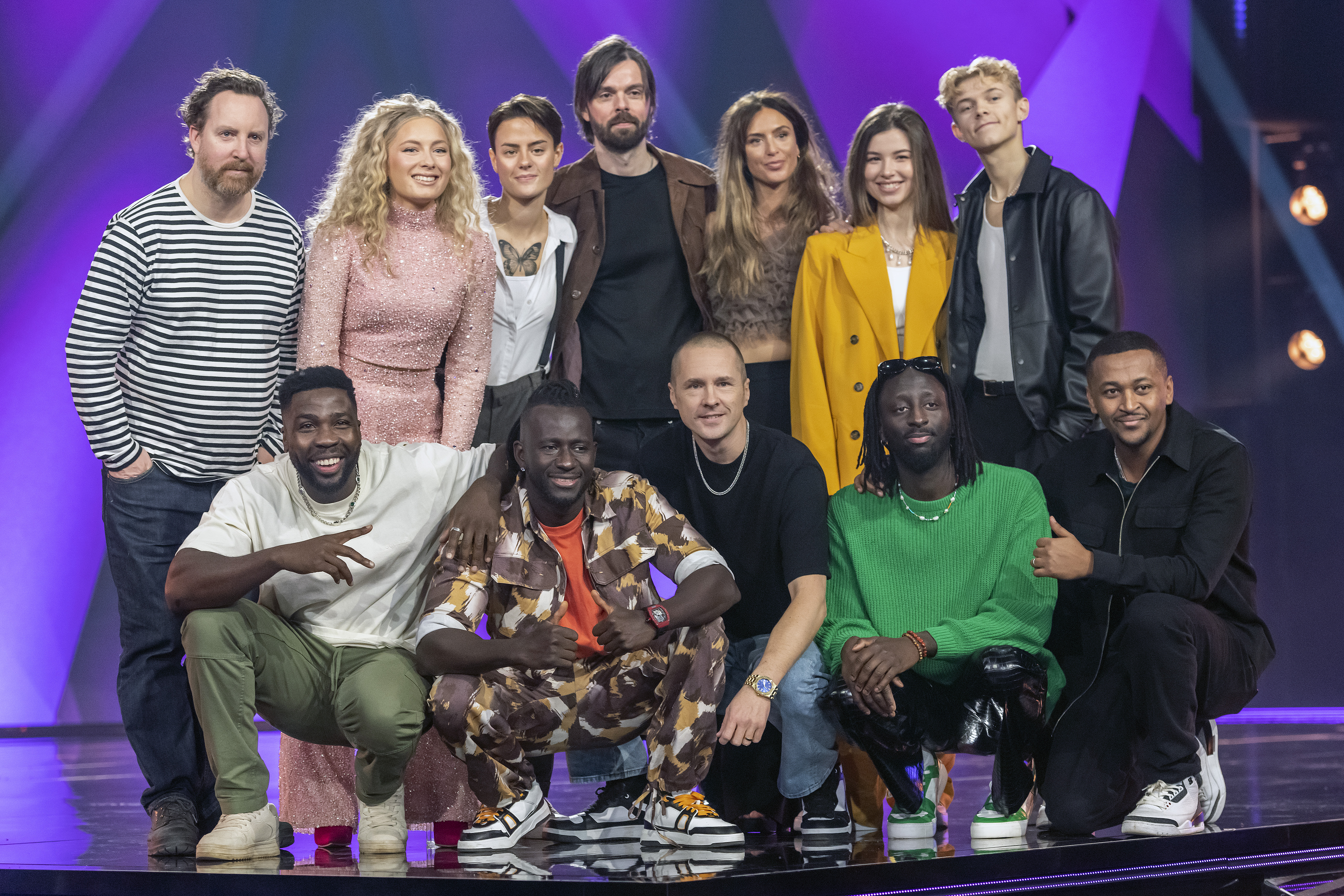
Die Interpreten der zweiten Vorrunde

| Platz | Startnr. | Interpret       | Lied Musik (M) und Text (T)                                                                                               | Sprache              | Übersetzung (inoffiziell)              | Zuschauerstimmen (Televoting & App) | Zuschauerstimmen (Televoting & App) | Zuschauerstimmen (Televoting & App) | Zuschauerstimmen (Televoting & App) | Zuschauerstimmen (Televoting & App) | Bild |
| Platz | Startnr. | Interpret       | Lied Musik (M) und Text (T)                                                                                               | Sprache              | Übersetzung (inoffiziell)              | Stimmen (Erste Runde)               | Stimmen (Zweite Runde)              | Stimmen (Gesamt)                    | %                                   | Punkte                              | Bild |
| ----- | -------- | --------------- | --- | -------------------- | -------------------------------------- | ----------------------------------- | ----------------------------------- | ----------------------------------- | ----------------------------------- | ----------------------------------- | --- |
| 1.    | 6        | Maria Sur       | Never Give Up M/T: Anderz Wrethov, Laurell Barker                                                                         | Englisch             | Gib niemals auf                        | 1.346.229                           | Beitrag nicht in zweiter Runde      | Beitrag nicht in zweiter Runde      | Beitrag nicht in zweiter Runde      | Beitrag nicht in zweiter Runde      | Sängerin Maria Sur bei der Pressekonferenz zur zweiten Vorrunde des Melodifestivalen 2023 in Linköping      |
| 2.    | 4        | Panetoz         | On My Way M/T: Anders Wigelius, Daniel Nzinga, Jimmy Jansson, Nebeyu Baheru, Njol Badjie, Pa Modou Badjie, Robert Norberg | Schwedisch, Englisch | Auf dem Weg                            | 1.333.786                           | 784.687                             | 2.118.473                           | 24,2 %                              | 84                                  | Die Formation Panetoz bei der Pressekonferenz zur zweiten Vorrunde des Melodifestivalen 2023 in Linköping   |
| 3.    | 7        | Theoz           | Mer av dig M/T: Axel Schylström, Jakob Redtzer, Peter Boström, Thomas G:son                                               | Schwedisch           | Mehr von dir                           | 1.106.875                           | 765.979                             | 1.872.854                           | 21,4 %                              | 78                                  | Sänger Theoz bei der Pressekonferenz zur zweiten Vorrunde des Melodifestivalen 2023 in Linköping            |
| 4.    | 5        | Tennessee Tears | Now I Know M/T: Anderz Wrethov, Jonas Hermansson, Thomas Stengaard, Tilda Feuk                                            | Englisch             | Jetzt weiß ich                         | 1.001.348                           | 500.652                             | 1.502.000                           | 17,1 %                              | 69                                  | Das Duo Tennessee tears bei der Pressekonferenz zur zweiten Vorrunde des Melodifestivalen 2023 in Linköping |
| 5.    | 1        | Wiktoria        | All My Life (Where Have You Been) M/T: Herman Gardarfve, Melanie Wehbe, Patrik Jean, Wiktoria Johansson                   | Englisch             | Mein ganzes Leben (Wo bist du gewesen) | 1.057.852                           | 520.646                             | 1.578.498                           | 18,0 %                              | 47                                  | Sängerin Wiktoria bei der Pressekonferenz zur zweiten Vorrunde des Melodifestivalen 2023 in Linköping       |
| 6.    | 3        | Uje Brandelius  | Grytan M/T: Uje Brandelius                                                                                                | Schwedisch           | Der Eintopf                            | 585.684                             | 277.459                             | 863.143                             | 9,9 %                               | 22                                  | Sänger Uje Brandelius bei der Pressekonferenz zur zweiten Vorrunde des Melodifestivalen 2023 in Linköping   |
| 7.    | 2        | Eden            | Comfortable M/T: Benjamin Rosenbohm, Eden Alm, Emil Adler Lei, Julie Aagaard                                              | Englisch             | Komfortabel                            | 608.948                             | 218.298                             | 827.246                             | 9,4 %                               | 12                                  | Sängerin Eden bei der Pressekonferenz zur zweiten Vorrunde des Melodifestivalen 2023 in Linköping           |

 Kandidat hat sich für das Finale qualifiziert.
 Kandidat hat sich für das Semifinal qualifiziert.
| Startnr. | Interpret       | 3–9 Jahre                      | 3–9 Jahre                      | 10–15 Jahre                    | 10–15 Jahre                    | 16–29 Jahre                    | 16–29 Jahre                    | 30–44 Jahre                    | 30–44 Jahre                    | 45–59 Jahre                    | 45–59 Jahre                    | 60–74 Jahre                    | 60–74 Jahre                    | ab 75 Jahren                   | ab 75 Jahren                   | Televoting                     | Televoting                     | Gesamt                         | Platz                          |
| Startnr. | Interpret       | Platz                          | Punkte                         | Platz                          | Punkte                         | Platz                          | Punkte                         | Platz                          | Punkte                         | Platz                          | Punkte                         | Platz                          | Punkte                         | Platz                          | Punkte                         | Platz                          | Punkte                         | Gesamt                         | Platz                          |
| -------- | --------------- | ------------------------------ | ------------------------------ | ------------------------------ | ------------------------------ | ------------------------------ | ------------------------------ | ------------------------------ | ------------------------------ | ------------------------------ | ------------------------------ | ------------------------------ | ------------------------------ | ------------------------------ | ------------------------------ | ------------------------------ | ------------------------------ | ------------------------------ | ------------------------------ |
| 1        | Wiktoria        | 3.                             | 8                              | 3.                             | 8                              | 3.                             | 8                              | 4.                             | 5                              | 4.                             | 5                              | 4.                             | 5                              | 4.                             | 5                              | 5.                             | 3                              | 4.                             | 47                             |
| 2        | Eden            | 5.                             | 3                              | 5.                             | 3                              | 6.                             | 1                              | 6.                             | 1                              | 6.                             | 1                              | 6.                             | 1                              | 6.                             | 1                              | 6.                             | 1                              | 6.                             | 12                             |
| 3        | Uje Brandelius  | 6.                             | 1                              | 6.                             | 1                              | 5.                             | 3                              | 5.                             | 3                              | 5.                             | 3                              | 5.                             | 3                              | 5.                             | 3                              | 4.                             | 5.                             | 5.                             | 22                             |
| 4        | Panetoz         | 2.                             | 10                             | 1.                             | 12                             | 1.                             | 12                             | 2.                             | 10                             | 1.                             | 12                             | 2.                             | 10                             | 2.                             | 10                             | 3.                             | 8                              | 1.                             | 84                             |
| 5        | Tennessee Tears | 4.                             | 5                              | 4.                             | 5                              | 4.                             | 5                              | 3.                             | 8                              | 2.                             | 10                             | 1.                             | 12                             | 1.                             | 12                             | 1.                             | 12                             | 3.                             | 69                             |
| 6        | Maria Sur       | Beitrag nicht in zweiter Runde | Beitrag nicht in zweiter Runde | Beitrag nicht in zweiter Runde | Beitrag nicht in zweiter Runde | Beitrag nicht in zweiter Runde | Beitrag nicht in zweiter Runde | Beitrag nicht in zweiter Runde | Beitrag nicht in zweiter Runde | Beitrag nicht in zweiter Runde | Beitrag nicht in zweiter Runde | Beitrag nicht in zweiter Runde | Beitrag nicht in zweiter Runde | Beitrag nicht in zweiter Runde | Beitrag nicht in zweiter Runde | Beitrag nicht in zweiter Runde | Beitrag nicht in zweiter Runde | Beitrag nicht in zweiter Runde | Beitrag nicht in zweiter Runde |
| 7        | Theoz           | 1.                             | 12                             | 2.                             | 10                             | 2.                             | 10                             | 1.                             | 12                             | 3.                             | 8                              | 3.                             | 8                              | 3.                             | 8                              | 2.                             | 10                             | 2.                             | 78                             |

### Drittes Halbfinale

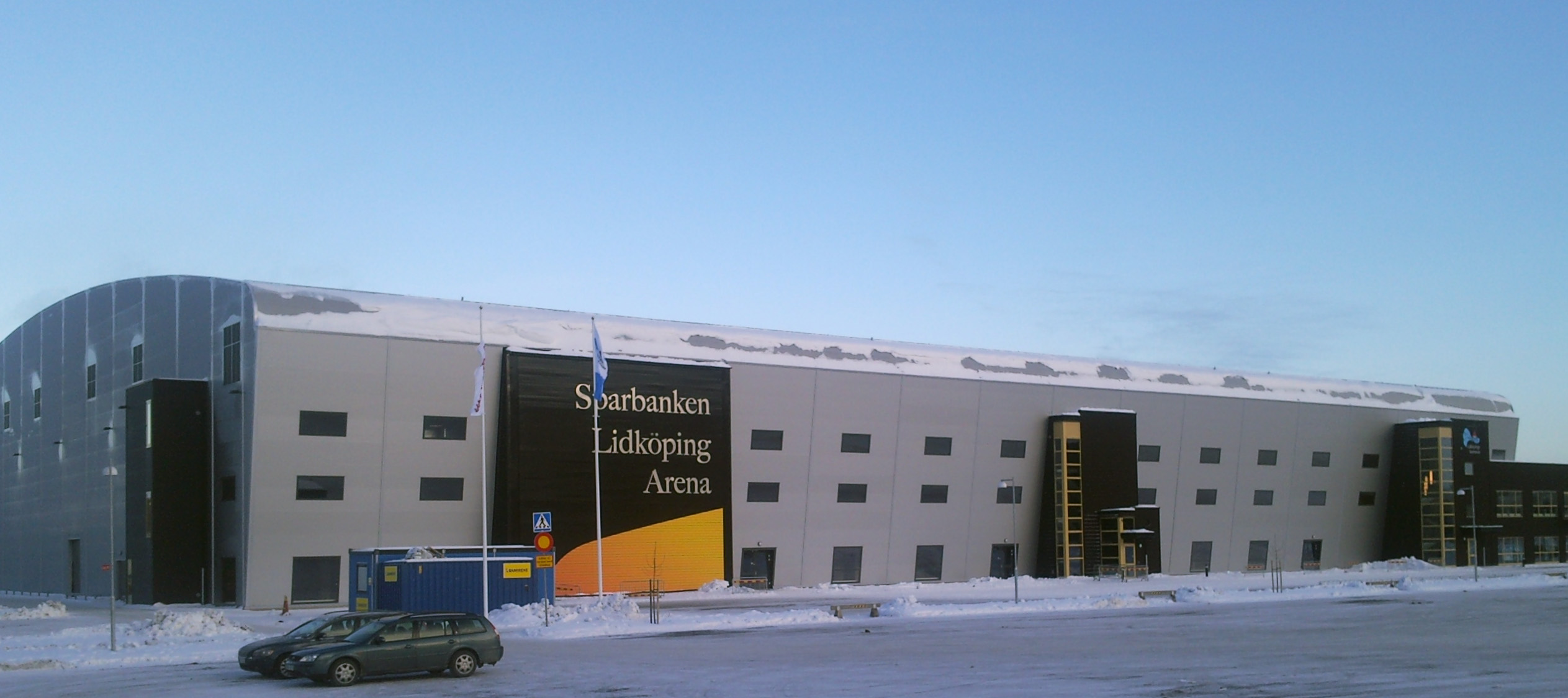
Sparbanken Arena

Das dritte Halbfinale (Deltävling 3) fand am 18. Februar 2023, 20:00 Uhr (MEZ) in der Sparbanken Arena in Lidköping statt. Die norwegischen Zwillinge Marcus & Martinus erhielten in der ersten Abstimmungsrunde die meisten Stimmen und zogen damit direkt in das Finale ein. Paul Rey, der zum dritten Mal antrat, konnten sich erstmals direkt für das Finale qualifizieren, zuvor erfolgten seine Finaleinzüge über die Andra Chansen-Runde. Abgestimmt wurde von 512.158 Geräten, eine Rückgang von gut 8 % gegenüber dem Vorjahr.

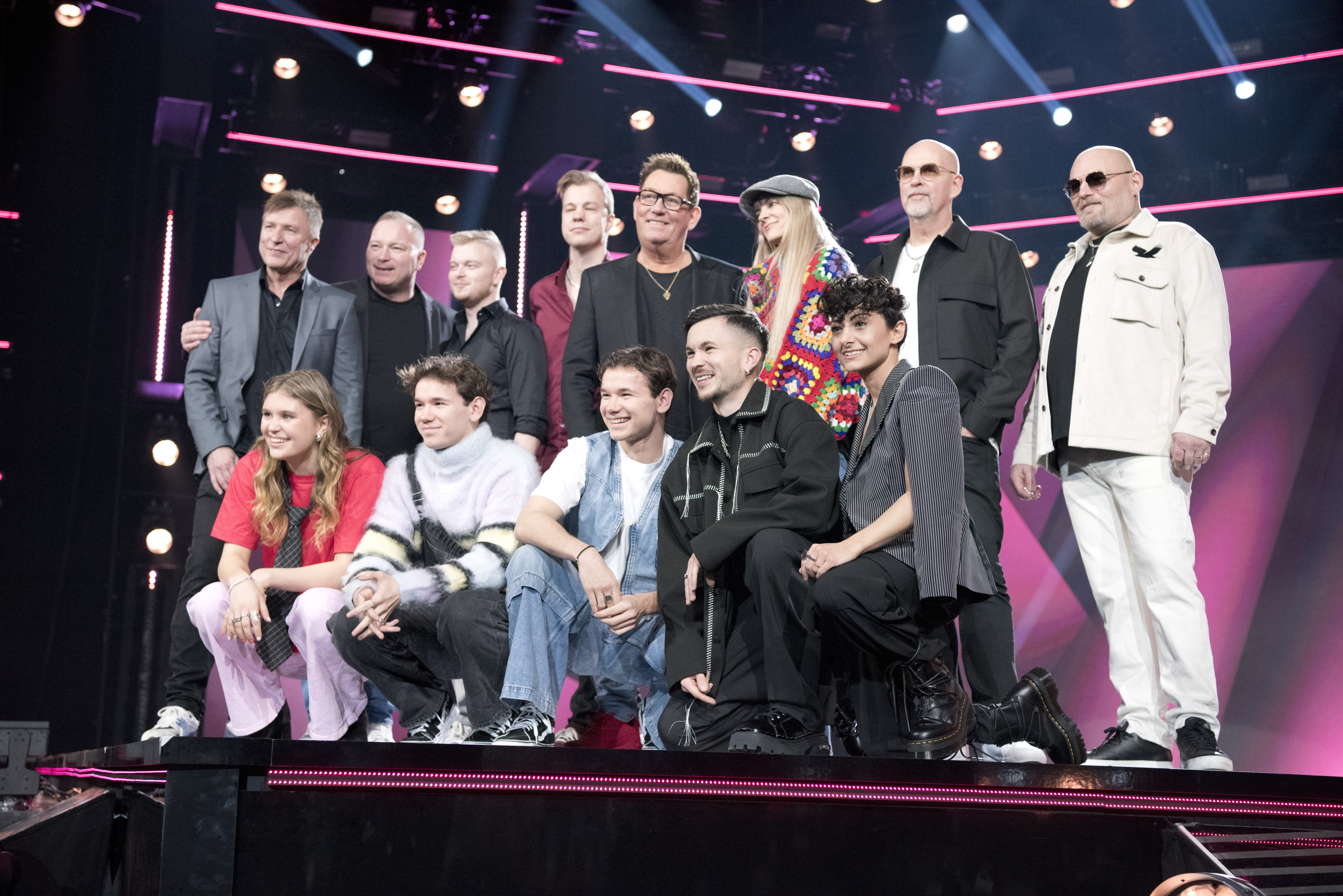
Die Interpreten der dritten Vorrunde

| Platz | Startnr. | Interpret         | Lied Musik (M) und Text (T)                                                                  | Sprache    | Übersetzung (inoffiziell)    | Zuschauerstimmen (Televoting & App) | Zuschauerstimmen (Televoting & App) | Zuschauerstimmen (Televoting & App) | Zuschauerstimmen (Televoting & App) | Zuschauerstimmen (Televoting & App) | Bild |
| Platz | Startnr. | Interpret         | Lied Musik (M) und Text (T)                                                                  | Sprache    | Übersetzung (inoffiziell)    | Stimmen (Erste Runde)               | Stimmen (Zweite Runde)              | Stimmen (Gesamt)                    | %                                   | Punkte                              | Bild |
| ----- | -------- | ----------------- | -------------------------------------------------------------------------------------------- | ---------- | ---------------------------- | ----------------------------------- | ----------------------------------- | ----------------------------------- | ----------------------------------- | ----------------------------------- | --- |
| 1.    | 7        | Marcus & Martinus | Air M/T: Jimmy „Joker“ Thörnfeldt, Joy Deb, Linnea Deb, Marcus Gunnarsen, Martinus Gunnarsen | Englisch   | Luft                         | 1.406.741                           | Beitrag nicht in zweiter Runde      | Beitrag nicht in zweiter Runde      | Beitrag nicht in zweiter Runde      | Beitrag nicht in zweiter Runde      | Das Duo Marcus & Martinus bei der Pressekonferenz zur dritten Vorrunde des Melodifestivalen 2023 in Lidköping |
| 2.    | 1        | Paul Rey          | Royals M/T: Dino Medanhodzic, Jimmy „Joker“ Thörnfeldt, Liamoo, Paul Rey                     | Englisch   | –                            | 1.151.609                           | 693.857                             | 1.845.466                           | 22,7 %                              | 85                                  | Das Duo Marcus & Martinus bei der dritten Vorrunde des Melodifestivalen 2023 in Lidköping                     |
| 3.    | 4        | Nordman           | Släpp alla sorger M/T: Jimmy Jansson, Thomas G:son                                           | Schwedisch | Lass alle Sorgen los         | 975.890                             | 589.916                             | 1.565.806                           | 19,3 %                              | 75                                  | Das Duo Nordman bei der Pressekonferenz zur dritten Vorrunde des Melodifestivalen 2023 in Lidköping           |
| 4.    | 3        | Melanie Wehbe     | For the Show M/T: David Lindgren Zacharias, Herman Gardarfve, Melanie Wehbe                  | Englisch   | Für die Show                 | 903.976                             | 477.315                             | 1.381.291                           | 17,0 %                              | 57                                  | Sängerin Melanie Wehbe bei der Pressekonferenz zur dritten Vorrunde des Melodifestivalen 2023 in Lidköping    |
| 5.    | 6        | Ida-Lova          | Låt hela stan se på M/T: Andreas ”Giri” Lindbergh, Ida-Lova Lind, Joy Deb, Linnea Deb        | Schwedisch | Lass die ganze Stadt zusehen | 792.432                             | 450.391                             | 1.242.823                           | 15,3 %                              | 36                                  | Sängerin Ida-Lova bei der Pressekonferenz zur dritten Vorrunde des Melodifestivalen 2023 in Lidköping         |
| 6.    | 5        | Laurell           | Sober M/T: Anderz Wrethov, Andreas Stone Johansson, Laurell Barker, Thomas Stengaard         | Englisch   | Nüchtern                     | 750.918                             | 391.744                             | 1.142.662                           | 14,1 %                              | 30                                  | Sängerin Laurell bei der Pressekonferenz zur dritten Vorrunde des Melodifestivalen 2023 in Lidköping          |
| 7.    | 2        | Casanovas         | Så kommer känslorna tillbaka M/T: Henrik Sethsson, Mikael Karlsson                           | Schwedisch | So kommen die Gefühle zurück | 647.419                             | 290.521                             | 937.940                             | 11,6 %                              | 29                                  | Die Band Casanovas bei der dritten Vorrunde des Melodifestivalen 2023 in Lidköping                            |

 Kandidat hat sich für das Finale qualifiziert.
 Kandidat hat sich für das Semifinal qualifiziert.
| Startnr. | Interpret         | 3–9 Jahre                      | 3–9 Jahre                      | 10–15 Jahre                    | 10–15 Jahre                    | 16–29 Jahre                    | 16–29 Jahre                    | 30–44 Jahre                    | 30–44 Jahre                    | 45–59 Jahre                    | 45–59 Jahre                    | 60–74 Jahre                    | 60–74 Jahre                    | ab 75 Jahren                   | ab 75 Jahren                   | Televoting                     | Televoting                     | Gesamt                         | Platz                          |
| Startnr. | Interpret         | Platz                          | Punkte                         | Platz                          | Punkte                         | Platz                          | Punkte                         | Platz                          | Punkte                         | Platz                          | Punkte                         | Platz                          | Punkte                         | Platz                          | Punkte                         | Platz                          | Punkte                         | Gesamt                         | Platz                          |
| -------- | ----------------- | ------------------------------ | ------------------------------ | ------------------------------ | ------------------------------ | ------------------------------ | ------------------------------ | ------------------------------ | ------------------------------ | ------------------------------ | ------------------------------ | ------------------------------ | ------------------------------ | ------------------------------ | ------------------------------ | ------------------------------ | ------------------------------ | ------------------------------ | ------------------------------ |
| 1        | Paul Rey          | 1.                             | 12                             | 1.                             | 12                             | 1.                             | 12                             | 1.                             | 12                             | 1.                             | 12                             | 2.                             | 10                             | 1.                             | 12                             | 5.                             | 3                              | 85                             | 1.                             |
| 2        | Casanovas         | 6.                             | 1                              | 6.                             | 1                              | 5.                             | 3                              | 6.                             | 1                              | 5.                             | 3                              | 4.                             | 5                              | 4.                             | 5                              | 2.                             | 10                             | 29                             | 6.                             |
| 3        | Melanie Wehbe     | 4.                             | 5                              | 2.                             | 10                             | 4.                             | 5                              | 3.                             | 8                              | 3.                             | 8                              | 3.                             | 8                              | 3.                             | 8                              | 4.                             | 5                              | 57                             | 3.                             |
| 4        | Nordman           | 3.                             | 8                              | 5.                             | 3                              | 2.                             | 10                             | 2.                             | 10                             | 2.                             | 10                             | 1.                             | 12                             | 2.                             | 10                             | 1.                             | 12                             | 75                             | 2.                             |
| 5        | Laurell           | 2.                             | 10                             | 3.                             | 8                              | 6.                             | 1                              | 4.                             | 5                              | 6.                             | 1                              | 5.                             | 3                              | 6.                             | 1                              | 6.                             | 1                              | 30                             | 5.                             |
| 6        | Ida-Lova          | 5.                             | 3                              | 4.                             | 5                              | 3.                             | 8                              | 5.                             | 3                              | 4.                             | 5                              | 6.                             | 1                              | 5.                             | 3                              | 3.                             | 8                              | 36                             | 4.                             |
| 7        | Marcus & Martinus | Beitrag nicht in zweiter Runde | Beitrag nicht in zweiter Runde | Beitrag nicht in zweiter Runde | Beitrag nicht in zweiter Runde | Beitrag nicht in zweiter Runde | Beitrag nicht in zweiter Runde | Beitrag nicht in zweiter Runde | Beitrag nicht in zweiter Runde | Beitrag nicht in zweiter Runde | Beitrag nicht in zweiter Runde | Beitrag nicht in zweiter Runde | Beitrag nicht in zweiter Runde | Beitrag nicht in zweiter Runde | Beitrag nicht in zweiter Runde | Beitrag nicht in zweiter Runde | Beitrag nicht in zweiter Runde | Beitrag nicht in zweiter Runde | Beitrag nicht in zweiter Runde |

### Viertes Halbfinale

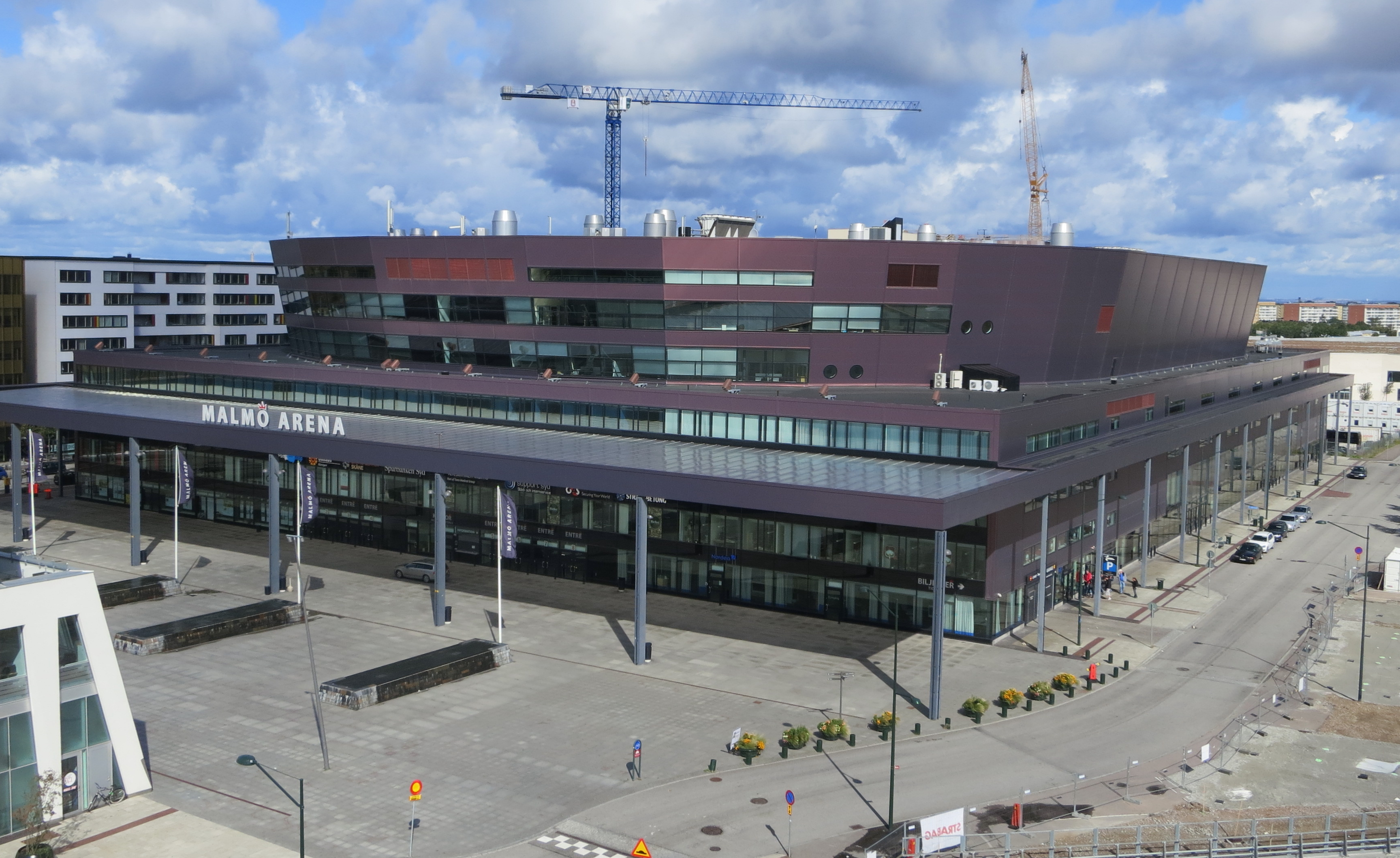
Malmö Arena

Das vierte Halbfinale (Deltävling 4) fand am 25. Februar 2023, 20:00 Uhr (MEZ) in der Malmö Arena in Malmö statt. Loreen, bereits zum vierten Mal dabei, konnten sich zum zweiten Mal für das Finale qualifizieren, wobei sie in der ersten Runde die meisten Stimmen erhielt. Die Band Smash into Pieces wurden ebenfalls direkt in das Finale gewählt. Mariette, die sich bei ihren bisherigen Teilnahmen immer direkt fürs Finale qualifizieren konnte, zog ins Semifinal ein. Mit einem leichten Plus von 1 % gegenüber dem Vorjahr, wurde über 542.205 Geräte abgestimmt.
| Platz | Startnr. | Interpret         | Lied Musik (M) und Text (T) | Sprache              | Übersetzung (inoffiziell) | Zuschauerstimmen (Televoting & App) | Zuschauerstimmen (Televoting & App) | Zuschauerstimmen (Televoting & App) | Zuschauerstimmen (Televoting & App) | Zuschauerstimmen (Televoting & App) | Bild |
| Platz | Startnr. | Interpret         | Lied Musik (M) und Text (T) | Sprache              | Übersetzung (inoffiziell) | Stimmen (Erste Runde)               | Stimmen (Zweite Runde)              | Stimmen (Gesamt)                    | %                                   | Punkte                              | Bild |
| ----- | -------- | ----------------- | --- | -------------------- | ------------------------- | ----------------------------------- | ----------------------------------- | ----------------------------------- | ----------------------------------- | ----------------------------------- | ---- |
| 1.    | 7        | Loreen            | Tattoo M/T: Jimmy „Joker“ Thörnfeldt, Jimmy Jansson, Loreen, Cazzi Opeia, Peter Boström, Thomas G:son                                    | Englisch             | –                         | 1.515.287                           | Beitrag nicht in zweiter Runde      | Beitrag nicht in zweiter Runde      | Beitrag nicht in zweiter Runde      | Beitrag nicht in zweiter Runde      |      |
| 2.    | 3        | Smash into Pieces | Six Feet Under M/T: Andreas ”Giri” Lindbergh, Benjamin Jennebo, Chris Adam, Jimmy „Joker“ Thörnfeldt, Joy Deb, Linnea Deb, Per Bergquist | Englisch             | Unter der Erde liegen     | 1.120.307                           | 701.606                             | 1.821.913                           | 21,6 %                              | 79                                  |      |
| 3.    | 1        | Kiana             | Where Did You Go M/T: Jimmy „Joker“ Thörnfeldt, Joy Deb, Linnea Deb                                                                      | Englisch             | Wohin bist du gegangen    | 1.105.369                           | 610.462                             | 1.715.831                           | 20,4 %                              | 69                                  |      |
| 4.    | 4        | Mariette          | One Day M/T: Jimmy Jansson, Thomas G:son, Mariette                                                                                       | Englisch             | Eines Tages               | 835.533                             | 482.713                             | 1.318.246                           | 15,7 %                              | 56                                  |      |
| 5.    | 6        | Axel Schylström   | Gorgeous M/T: Axel Schylström, Herman Gardarfve, Jonas Thander, Malin Halvardsson                                                        | Englisch             | Herrlich                  | 861.688                             | 483.061                             | 1.344.749                           | 16,0 %                              | 55                                  |      |
| 6.    | 2        | Signe & Hjördis   | Edelweiss M/T: Anderz Wrethov, Jimmy Jansson, Myra Granberg                                                                              | Schwedisch           | Edelweiß                  | 744.902                             | 328.700                             | 1.073.602                           | 12,8 %                              | 27                                  |      |
| 7.    | 5        | Emil Henrohn      | Mera mera mera M/T: Emil Henrohn, Jakob Redtzer, Ji Nilsson, Marlene Strand                                                              | Schwedisch, Englisch | Mehr mehr mehr            | 760.793                             | 382.224                             | 1.143.017                           | 13,6 %                              | 26                                  |      |

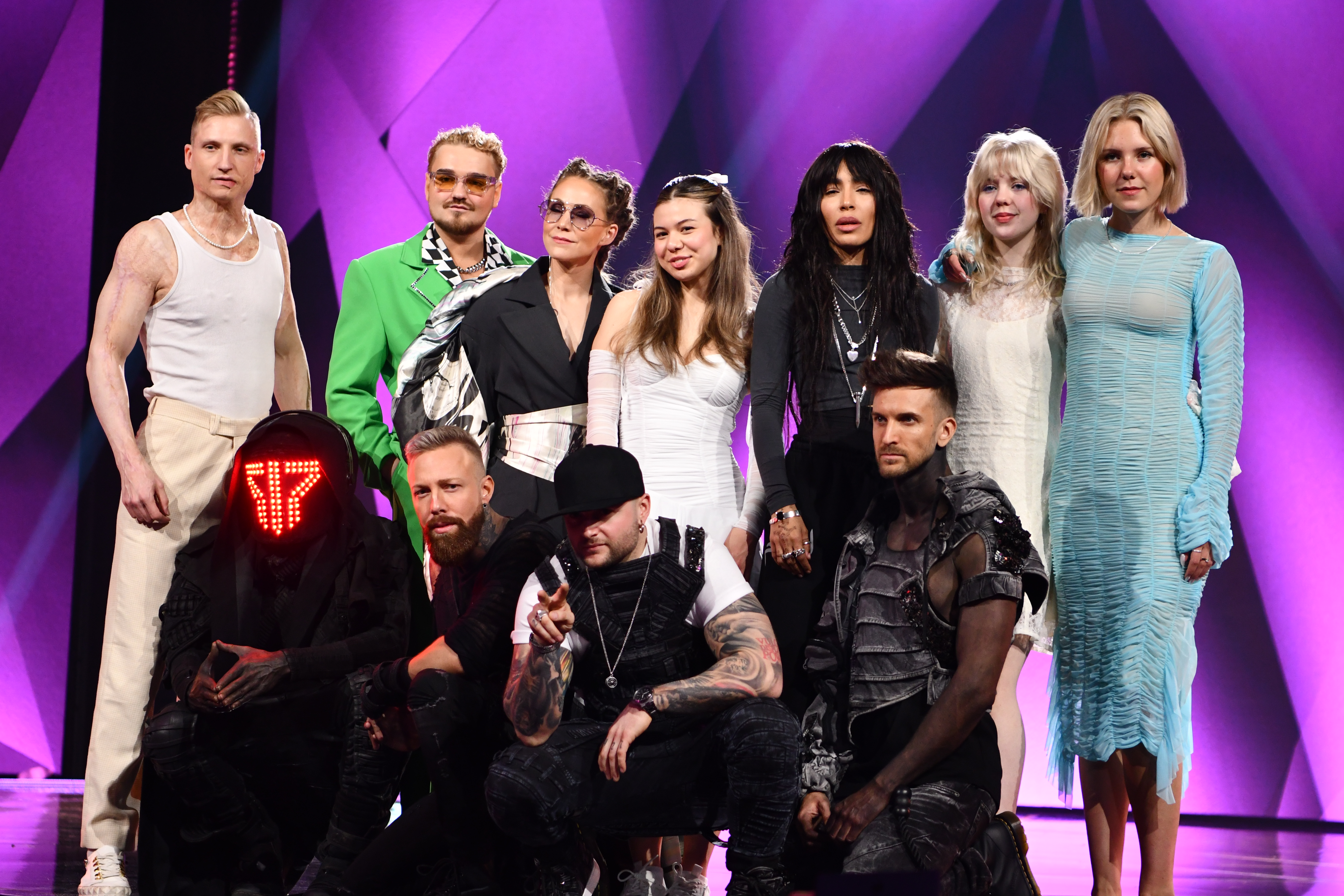
Die Interpreten der vierten Vorrunde

 Kandidat hat sich für das Finale qualifiziert.
 Kandidat hat sich für das Semifinal qualifiziert.
| Startnr. | Interpret         | 3–9 Jahre                      | 3–9 Jahre                      | 10–15 Jahre                    | 10–15 Jahre                    | 16–29 Jahre                    | 16–29 Jahre                    | 30–44 Jahre                    | 30–44 Jahre                    | 45–59 Jahre                    | 45–59 Jahre                    | 60–74 Jahre                    | 60–74 Jahre                    | ab 75 Jahren                   | ab 75 Jahren                   | Televoting                     | Televoting                     | Gesamt                         | Platz                          |
| Startnr. | Interpret         | Platz                          | Punkte                         | Platz                          | Punkte                         | Platz                          | Punkte                         | Platz                          | Punkte                         | Platz                          | Punkte                         | Platz                          | Punkte                         | Platz                          | Punkte                         | Platz                          | Punkte                         | Gesamt                         | Platz                          |
| -------- | ----------------- | ------------------------------ | ------------------------------ | ------------------------------ | ------------------------------ | ------------------------------ | ------------------------------ | ------------------------------ | ------------------------------ | ------------------------------ | ------------------------------ | ------------------------------ | ------------------------------ | ------------------------------ | ------------------------------ | ------------------------------ | ------------------------------ | ------------------------------ | ------------------------------ |
| 1        | Kiana             | 1.                             | 12                             | 1.                             | 12                             | 2.                             | 10                             | 2.                             | 10                             | 4.                             | 5                              | 4.                             | 5                              | 2.                             | 10                             | 4.                             | 5                              | 69                             | 2.                             |
| 2        | Signe & Hjördis   | 4.                             | 5                              | 6.                             | 1                              | 6.                             | 1                              | 5.                             | 3                              | 5.                             | 3                              | 5.                             | 3                              | 3.                             | 8                              | 5.                             | 3                              | 27                             | 5.                             |
| 3        | Smash into Pieces | 2.                             | 10                             | 3.                             | 8                              | 1.                             | 12                             | 1.                             | 12                             | 1.                             | 12                             | 2.                             | 10                             | 5.                             | 3                              | 1.                             | 12                             | 79                             | 1.                             |
| 4        | Mariette          | 6.                             | 1                              | 5.                             | 3                              | 4.                             | 5                              | 4.                             | 5                              | 2.                             | 10                             | 1.                             | 12                             | 1.                             | 12                             | 3.                             | 8                              | 56                             | 3.                             |
| 5        | Emil Henrohn      | 3.                             | 8                              | 2.                             | 10                             | 5.                             | 3                              | 6.                             | 1                              | 6.                             | 1                              | 6.                             | 1                              | 6.                             | 1                              | 6.                             | 1                              | 26                             | 6.                             |
| 6        | Axel Schylström   | 5.                             | 3                              | 4.                             | 5                              | 3.                             | 8                              | 3.                             | 8                              | 3.                             | 8                              | 3.                             | 8                              | 4.                             | 5                              | 2.                             | 10                             | 55                             | 4.                             |
| 7        | Loreen            | Beitrag nicht in zweiter Runde | Beitrag nicht in zweiter Runde | Beitrag nicht in zweiter Runde | Beitrag nicht in zweiter Runde | Beitrag nicht in zweiter Runde | Beitrag nicht in zweiter Runde | Beitrag nicht in zweiter Runde | Beitrag nicht in zweiter Runde | Beitrag nicht in zweiter Runde | Beitrag nicht in zweiter Runde | Beitrag nicht in zweiter Runde | Beitrag nicht in zweiter Runde | Beitrag nicht in zweiter Runde | Beitrag nicht in zweiter Runde | Beitrag nicht in zweiter Runde | Beitrag nicht in zweiter Runde | Beitrag nicht in zweiter Runde | Beitrag nicht in zweiter Runde |

## Semifinal

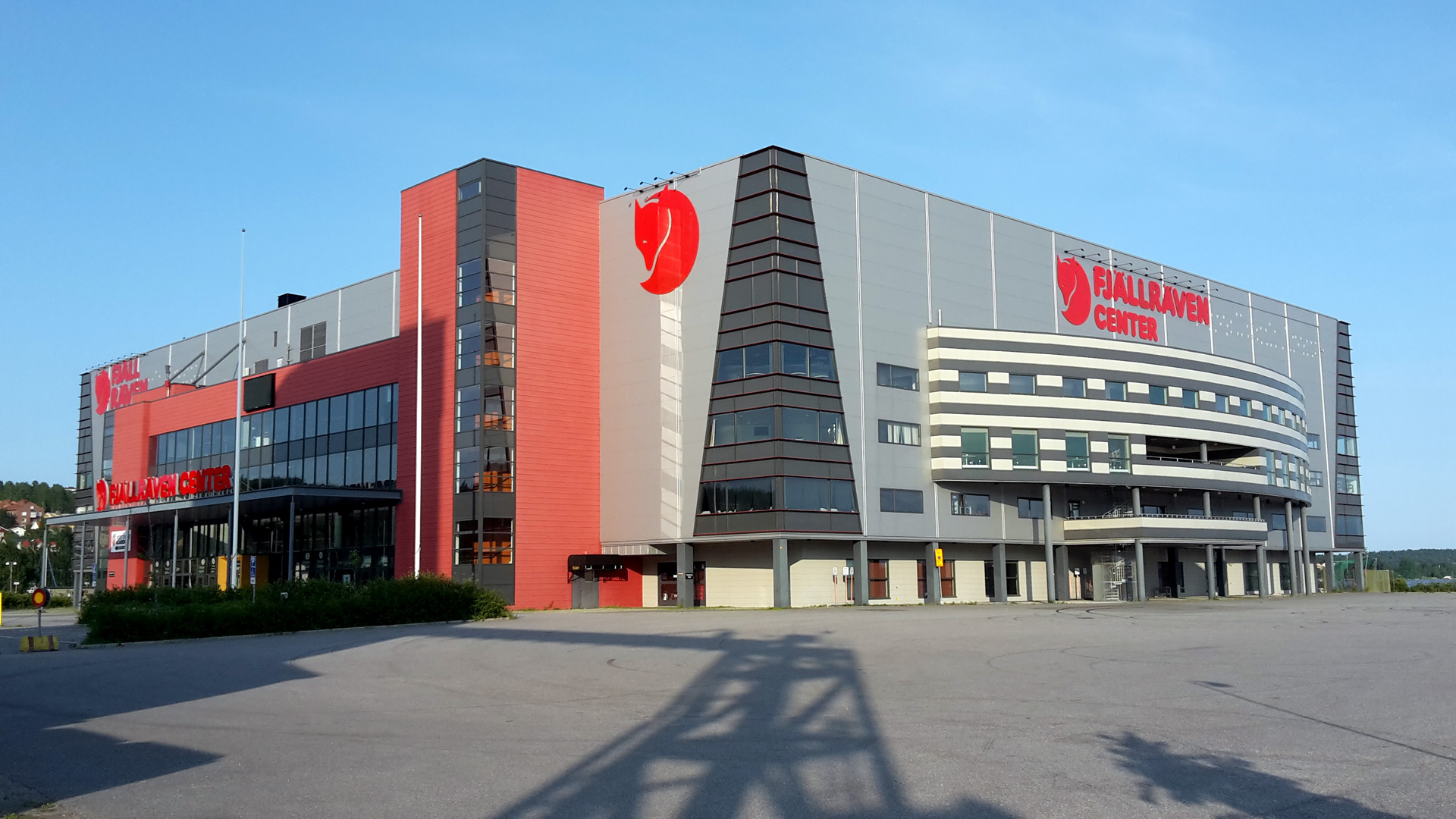
Hägglunds Arena

Das Semifinal fand am 4. März 2023, 20:00 Uhr (MEZ) in der Hägglunds Arena in Örnsköldsvik statt. Für das Semifinal qualifizierten sich die jeweils dritten und vierten Plätze der vier Halbfinale. Entgegen den Vorjahren traten die Songs dieses Jahr nicht in Gruppen oder Duellen gegeneinander an. Neben Nordman und Kiana konnten sich auch Theoz und Mariette für das Finale qualifizieren. Für Theoz war es das zweite Mal in Folge, dass er über das Seminfinal ins Finale einzog. Es wurden über 541.460 Geräte insgesamt 12.078.625 Stimmen abgegeben. Obwohl die Anzahl der Geräte mit 7 % damit etwas über dem Vorjahreswert lag, überstieg die Anzahl der Stimmen den Vorjahreswert um rund 66 %.
| Platz | Startnr. | Interpret       | Lied Musik (M) und Text (T)                                                                   | Sprache    | Übersetzung (inoffiziell) | Zuschauerstimmen (Televoting & App) | Zuschauerstimmen (Televoting & App) | Zuschauerstimmen (Televoting & App) |
| Platz | Startnr. | Interpret       | Lied Musik (M) und Text (T)                                                                   | Sprache    | Übersetzung (inoffiziell) | Stimmen                             | %                                   | Punkte                              |
| ----- | -------- | --------------- | --------------------------------------------------------------------------------------------- | ---------- | ------------------------- | ----------------------------------- | ----------------------------------- | ----------------------------------- |
| 1.    | 7        | Nordman         | Släpp alla sorger M/T: Jimmy Jansson, Thomas G:son                                            | Schwedisch | Lass alle Sorgen los      | 1.798.314                           | 14,9 %                              | 75                                  |
| 2.    | 1        | Theoz           | Mer av dig M/T: Axel Schylström, Jakob Redtzer, Peter Boström, Thomas G:son                   | Schwedisch | Mehr von dir              | 2.104.689                           | 17,4 %                              | 70                                  |
| 3.    | 8        | Kiana           | Where Did You Go M/T: Jimmy „Joker“ Thörnfeldt, Joy Deb, Linnea Deb                           | Englisch   | Wohin bist du gegangen    | 1.907.240                           | 15,8 %                              | 69                                  |
| 4.    | 2        | Mariette        | One Day M/T: Jimmy Jansson, Thomas G:son, Mariette                                            | Englisch   | Eines Tages               | 1.459.012                           | 12,1 %                              | 63                                  |
| 5.    | 4        | Tennessee Tears | Now I Know M/T: Anderz Wrethov, Jonas Hermansson, Thomas Stengaard, Tilda Feuk                | Englisch   | Jetzt weiß ich            | 1.393.108                           | 11,5 %                              | 55                                  |
| 6.    | 3        | Victor Crone    | Diamonds M/T: David Lindgren Zacharias, Peter Kvint, Victor Crone                             | Englisch   | Diamanten                 | 1.225.614                           | 10,1 %                              | 28                                  |
| 7.    | 6        | Melanie Wehbe   | For the Show M/T: David Lindgren Zacharias, Herman Gardarfve, Melanie Wehbe                   | Englisch   | Für die Show              | 1.106.724                           | 9,2 %                               | 22                                  |
| 8.    | 5        | Elov & Beny     | Raggen går M/T: Johan Werner, Kristian Wejshag, Mattias Elovsson, Oscar Kilenius, Tim Larsson | Schwedisch | Die Raggar-Fahrt läuft    | 1.083.924                           | 9,0 %                               | 18                                  |

 Kandidat hat sich für das Finale qualifiziert.
| Startnr. | Interpret       | 3–9 Jahre | 3–9 Jahre | 10–15 Jahre | 10–15 Jahre | 16–29 Jahre | 16–29 Jahre | 30–44 Jahre | 30–44 Jahre | 45–59 Jahre | 45–59 Jahre | 60–74 Jahre | 60–74 Jahre | ab 75 Jahren | ab 75 Jahren | Televoting | Televoting | Gesamt |
| Startnr. | Interpret       | Platz     | Punkte    | Platz       | Punkte      | Platz       | Punkte      | Platz       | Punkte      | Platz       | Punkte      | Platz       | Punkte      | Platz        | Punkte       | Platz      | Punkte     | Gesamt |
| -------- | --------------- | --------- | --------- | ----------- | ----------- | ----------- | ----------- | ----------- | ----------- | ----------- | ----------- | ----------- | ----------- | ------------ | ------------ | ---------- | ---------- | ------ |
| 1        | Theoz           | 1.        | 12        | 2.          | 10          | 1.          | 12          | 1.          | 12          | 5.          | 6           | 5.          | 6           | 5.           | 6            | 5.         | 6          | 70     |
| 2        | Mariette        | 7.        | 2         | 5.          | 6           | 4.          | 7           | 5.          | 6           | 2.          | 10          | 1.          | 12          | 1.           | 12           | 3.         | 8          | 63     |
| 3        | Victor Crone    | 5.        | 6         | 4.          | 7           | 7.          | 2           | 7.          | 2           | 7.          | 2           | 6.          | 4           | 6.           | 4            | 8.         | 1          | 28     |
| 4        | Tennessee Tears | 6.        | 4         | 7.          | 2           | 5.          | 6           | 4.          | 7           | 3.          | 8           | 2.          | 10          | 3.           | 8            | 2.         | 10         | 55     |
| 5        | Elov & Beny     | 4.        | 7         | 8.          | 1           | 8.          | 1           | 6.          | 4           | 8.          | 1           | 8.          | 1           | 8.           | 1            | 7.         | 2          | 18     |
| 6        | Melanie Wehbe   | 8.        | 1         | 6.          | 4           | 6.          | 4           | 8.          | 1           | 6.          | 4           | 7.          | 2           | 7.           | 2            | 6.         | 4          | 22     |
| 7        | Nordman         | 3.        | 8         | 3.          | 8           | 2.          | 10          | 2.          | 10          | 1.          | 12          | 3.          | 8           | 4.           | 7            | 1.         | 12         | 75     |
| 8        | Kiana           | 2.        | 10        | 1.          | 12          | 3.          | 8           | 3.          | 8           | 4.          | 7           | 4.          | 7           | 2.           | 10           | 4.         | 7          | 69     |

## Finale

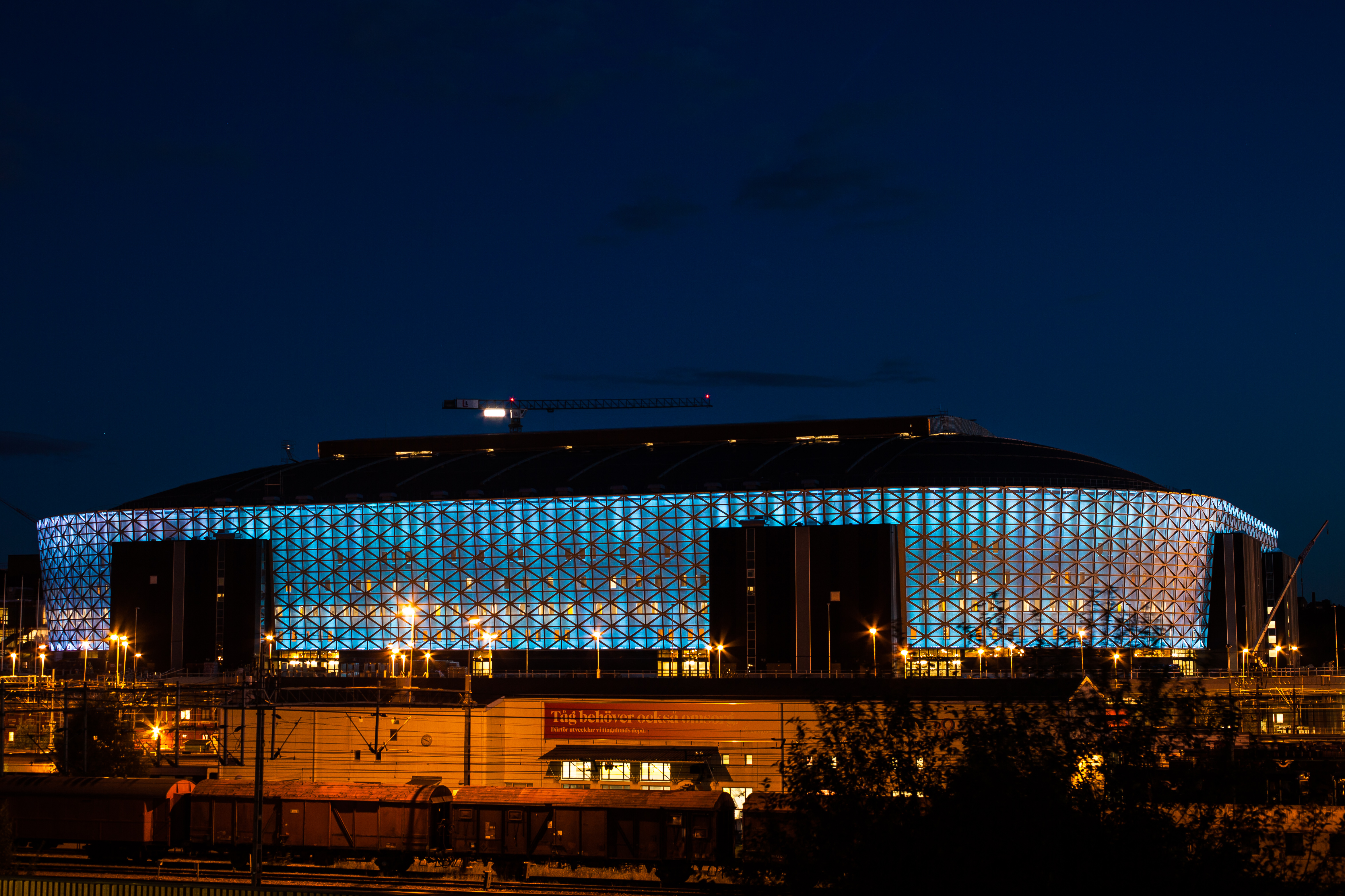
Friends Arena

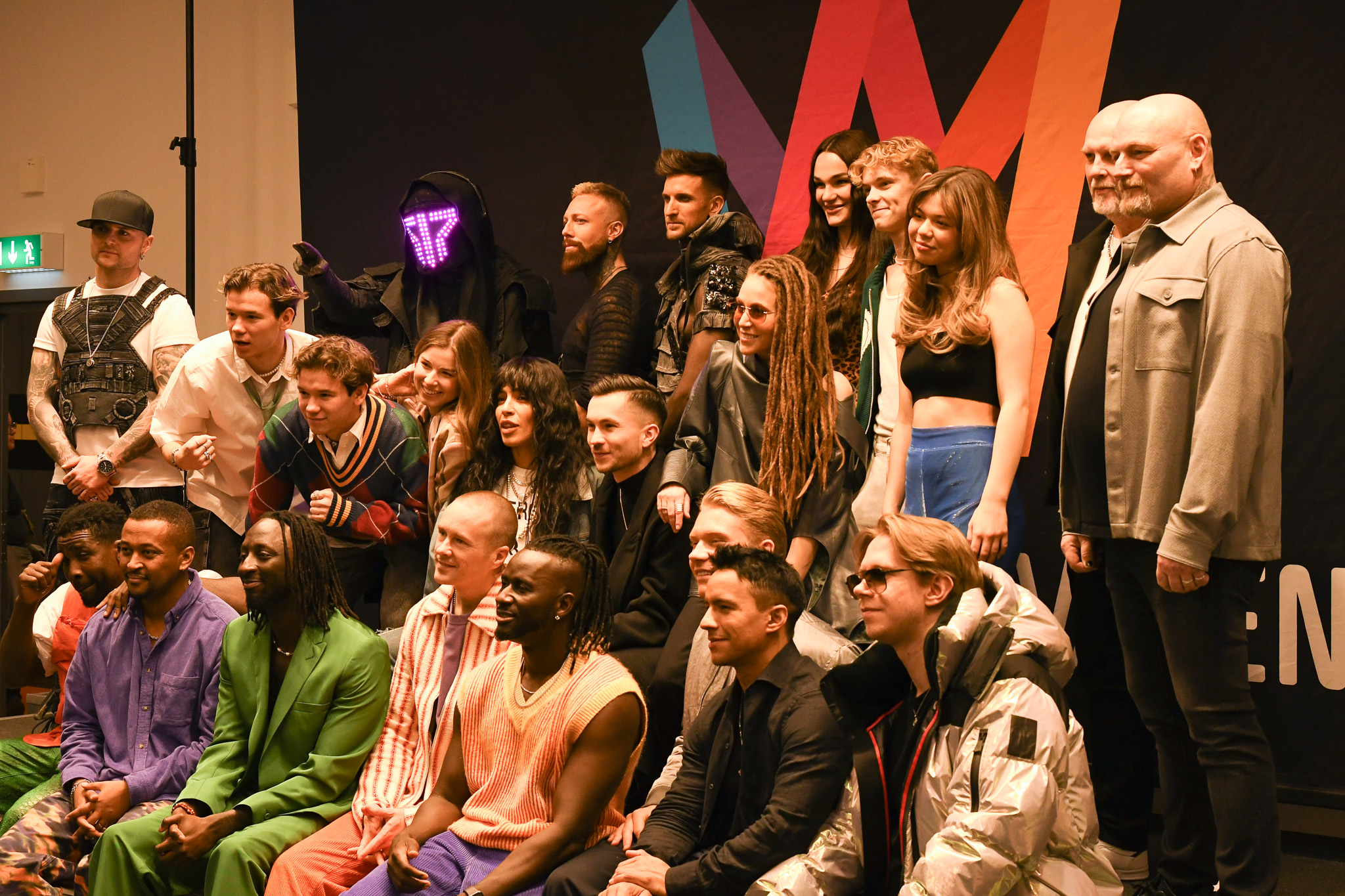
Die Interpreten das Finale

Das Finale fand am 11. März 2023, 20:00 Uhr (MEZ) in der Friends Arena in Solna statt. Sowohl in der Jury- als auch der Zuschauerwertung konnten sich Loreen an die Spitze setzen. In beiden Gruppen erhielt sie in acht von neuen Fällen die höchste Punktzahl von 12 Punkten. 936.964 Geräte waren an der Abstimmung beteiligt, ein Rückgang von gut 14 % gegenüber dem Vorjahr. Hingegen nahm die Anzahl der abgegebenen Stimmen mit 23.521.188 gegenüber dem Vorjahr um rund 5 % zu.
| Platz | Startnr. | Interpret                                        | Lied Musik (M) und Text (T) | Sprache              | Übersetzung (inoffiziell) | HV | AT | LV | BE | MT | AU | DE | ES | Jury Gesamt | Zuschauerstimmen (Televoting & App) | Zuschauerstimmen (Televoting & App) | Zuschauerstimmen (Televoting & App) | Gesamt |
| Platz | Startnr. | Interpret                                        | Lied Musik (M) und Text (T) | Sprache              | Übersetzung (inoffiziell) | HV | AT | LV | BE | MT | AU | DE | ES | Jury Gesamt | Stimmen                             | %                                   | Punkte                              | Gesamt |
| --- | -------- | ------------------------------------------------ | --- | -------------------- | ------------------------- | -- | -- | -- | -- | -- | -- | -- | -- | ----------- | ----------------------------------- | ----------------------------------- | ----------------------------------- | ------ |
| 01. | 10       | Loreen                                           | Tattoo M/T: Jimmy „Joker“ Thörnfeldt, Jimmy Jansson, Loreen, Cazzi Opeia, Peter Boström, Thomas G:son                                                     | Englisch             | –                         | 8  | 12 | 12 | 12 | 12 | 12 | 12 | 12 | 92          | 3.783.148                           | 16,1 %                              | 85                                  | 177    |
| 02. | 04       | Marcus & Martinus                                | Air M/T: Jimmy „Joker“ Thörnfeldt, Joy Deb, Linnea Deb, Marcus Gunnarsen, Martinus Gunnarsen                                                              | Englisch             | Luft                      | 7  | 8  | 8  | 10 | 10 | 10 | 10 | 8  | 71          | 2.565.958                           | 10,9 %                              | 67                                  | 138    |
| 03. | 07       | Smash into Pieces                                | Six Feet Under M/T: Andreas ”Giri” Lindbergh, Benjamin Jennebo, Chris Adam, Jimmy „Joker“ Thörnfeldt, Joy Deb, Linnea Deb, Per Bergquist                  | Englisch             | Unter der Erde liegen     | 3  | 6  | 6  | 6  | 7  | 8  | 7  | 10 | 53          | 2.431.405                           | 10,3 %                              | 59                                  | 112    |
| 04. | 01       | Jon Henrik Fjällgren, Arc North feat. Adam Woods | Where You Are (Sávečan) M/T: Arc North, Calle Hellberg, Jon Henrik Fjällgren, Joy Deb, Oliver Belvelin, Richard Lästh, Tobias Lundgren, William Segerdahl | Englisch             | Wo du bist (Sávečan)      | 1  | 3  | 1  | 5  | 6  | 4  | –  | 3  | 23          | 2.017.718                           | 08,6 %                              | 58                                  | 081    |
| 05. | 11       | Theoz                                            | Mer av dig M/T: Axel Schylström, Jakob Redtzer, Peter Boström, Thomas G:son                                                                               | Schwedisch           | Mehr von dir              | 12 | 5  | 5  | 7  | 2  | 3  | 6  | 2  | 42          | 1.915.643                           | 08,1 %                              | 36                                  | 078    |
| 06. | 08       | Kiana                                            | Where Did You Go M/T: Jimmy „Joker“ Thörnfeldt, Joy Deb, Linnea Deb                                                                                       | Englisch             | Wohin bist du gegangen    | –  | 4  | 10 | –  | 3  | 5  | 8  | 7  | 37          | 1.841.580                           | 07,8 %                              | 39                                  | 076    |
| 07. | 12       | Paul Rey                                         | Royals M/T: Dino Medanhodzic, Jimmy „Joker“ Thörnfeldt, Liamoo, Paul Rey                                                                                  | Englisch             | –                         | 10 | 10 | 4  | 8  | 8  | 7  | 5  | 4  | 56          | 1.060.383                           | 04,5 %                              | 01                                  | 057    |
| 08. | 03       | Mariette                                         | One Day M/T: Jimmy Jansson, Thomas G:son, Mariette | Englisch             | Eines Tages               | 2  | 7  | 7  | 3  | 5  | 2  | 3  | 6  | 35          | 1.184.378                           | 05,0 %                              | 16                                  | 051    |
| 09. | 6        | Maria Sur                                        | Never Give Up M/T: Anderz Wrethov, Laurell Barker | Englisch             | Gib niemals auf           | –  | –  | –  | 2  | –  | 6  | 1  | 1  | 10          | 1.786.719                           | 07,6 %                              | 37                                  | 047    |
| 10. | 5        | Panetoz                                          | On My Way M/T: Anders Wigelius, Daniel Nzinga, Jimmy Jansson, Nebeyu Baheru, Njol Badjie, Pa Modou Badjie, Robert Norberg                                 | Schwedisch, Englisch | Auf dem Weg               | 5  | 2  | 2  | 4  | 4  | 1  | 4  | –  | 22          | 1.837.663                           | 07,8 %                              | 25                                  | 047    |
| 11. | 9        | Nordman                                          | Släpp alla sorger M/T: Jimmy Jansson, Thomas G:son | Schwedisch           | Lass alle Sorgen los      | 4  | –  | –  | 1  | 1  | –  | 2  | –  | 08          | 1.854.602                           | 07,9 %                              | 36                                  | 044    |
| 12. | 02       | Tone Sekelius                                    | Rhythm of My Show M/T: Anderz Wrethov, Dino Medanhodzic, Jimmy “Joker” Thörnfeldt, Tone Sekelius                                                          | Englisch             | Rhythmus meiner Show      | 6  | 1  | 3  | –  | –  | –  | –  | 5  | 15          | 1.241.991                           | 05,3 %                              | 05                                  | 020    |
| Jury-Punktesprecher |          |                                                  | |                      |                           |    |    |    |    |    |    |    |    |             |                                     |                                     |                                     |        |
| - – Zlata Mück - – Marvin Dietmann - – Jānis Pētersons - – Birgit Simal - – Gordon Bonello - – Dale Roberts - – Alexandra Wolfslast - – Eva Mora |          |                                                  | |                      |                           |    |    |    |    |    |    |    |    |             |                                     |                                     |                                     |        |

| Startnr. | Interpret                                        | 3–9 Jahre | 3–9 Jahre | 10–15 Jahre | 10–15 Jahre | 16–29 Jahre | 16–29 Jahre | 30–44 Jahre | 30–44 Jahre | 45–59 Jahre | 45–59 Jahre | 60–74 Jahre | 60–74 Jahre | ab 75 Jahren | ab 75 Jahren | Televoting | Televoting | Gesamt |
| Startnr. | Interpret                                        | Platz     | Punkte    | Platz       | Punkte      | Platz       | Punkte      | Platz       | Punkte      | Platz       | Punkte      | Platz       | Punkte      | Platz        | Punkte       | Platz      | Punkte     | Gesamt |
| -------- | ------------------------------------------------ | --------- | --------- | ----------- | ----------- | ----------- | ----------- | ----------- | ----------- | ----------- | ----------- | ----------- | ----------- | ------------ | ------------ | ---------- | ---------- | ------ |
| 1        | Jon Henrik Fjällgren, Arc North feat. Adam Woods | 5.        | 6         | 6.          | 5           | 6.          | 5           | 4.          | 7           | 4.          | 7           | 2.          | 10          | 2.           | 10           | 3.         | 8          | 58     |
| 2        | Tone Sekelius                                    | 8.        | 3         | 10.         | 1           | 10.         | 1           | 11.         | 0           | 11.         | 0           | 11.         | 0           | 11.          | 0            | 11.        | 0          | 5      |
| 3        | Mariette                                         | 11.       | 0         | 11.         | 0           | 11.         | 0           | 10.         | 1           | 8.          | 3           | 5.          | 6           | 7.           | 4            | 9.         | 2          | 16     |
| 4        | Marcus & Martinus                                | 2.        | 10        | 2.          | 10          | 2.          | 10          | 3.          | 8           | 3.          | 8           | 4.          | 7           | 4.           | 7            | 4.         | 7          | 67     |
| 5        | Panetoz                                          | 6.        | 5         | 4.          | 7           | 5.          | 6           | 8.          | 3           | 10.         | 1           | 11.         | 0           | 9.           | 2            | 10.        | 1          | 25     |
| 6        | Maria Sur                                        | 7.        | 4         | 5.          | 6           | 9.          | 2           | 9.          | 2           | 7.          | 4           | 6.          | 5           | 3.           | 8            | 5.         | 6          | 37     |
| 7        | Smash into Pieces                                | 3.        | 8         | 7.          | 4           | 3.          | 8           | 2.          | 10          | 2.          | 10          | 3.          | 8           | 10.          | 1            | 2.         | 10         | 59     |
| 8        | Kiana                                            | 4.        | 7         | 3.          | 8           | 8.          | 3           | 7.          | 4           | 6.          | 5           | 8.          | 3           | 5.           | 6            | 8.         | 3          | 39     |
| 9        | Nordman                                          | 9.        | 2         | 9.          | 2           | 4.          | 7           | 6.          | 5           | 5.          | 6           | 7.          | 4           | 6.           | 5            | 6.         | 5          | 36     |
| 10       | Loreen                                           | 10.       | 1         | 1.          | 12          | 1.          | 12          | 1.          | 12          | 1.          | 12          | 1.          | 12          | 1.           | 12           | 1.         | 12         | 85     |
| 11       | Theoz                                            | 1.        | 12        | 8.          | 3           | 7.          | 4           | 5.          | 6           | 9.          | 2           | 9.          | 2           | 8.           | 3            | 7.         | 4          | 36     |
| 12       | Paul Rey                                         | 11.       | 0         | 11.         | 0           | 11.         | 0           | 11.         | 0           | 11.         | 0           | 10.         | 1           | 11.          | 0            | 11.        | 0          | 1      |

## Trivia
Beim Auftritt Loreens im vierten Halbfinale kam es zu einer Störaktion eines Klimaaktivisten. Mit einem Banner stand dieser am linken Bühnenrand und wurde erst nach einigen Augenblicken von Ordnern von der Bühne entfernt. Der Auftritt wurde daraufhin abgebrochen, die Moderatoren überbrückten den erneuten Bühnenaufbau. Loreen sang ihren Titel noch einmal und sicherte sich in der ersten Abstimmungsrunde direkt den Einzug in das Finale in Solna.

## Preparty

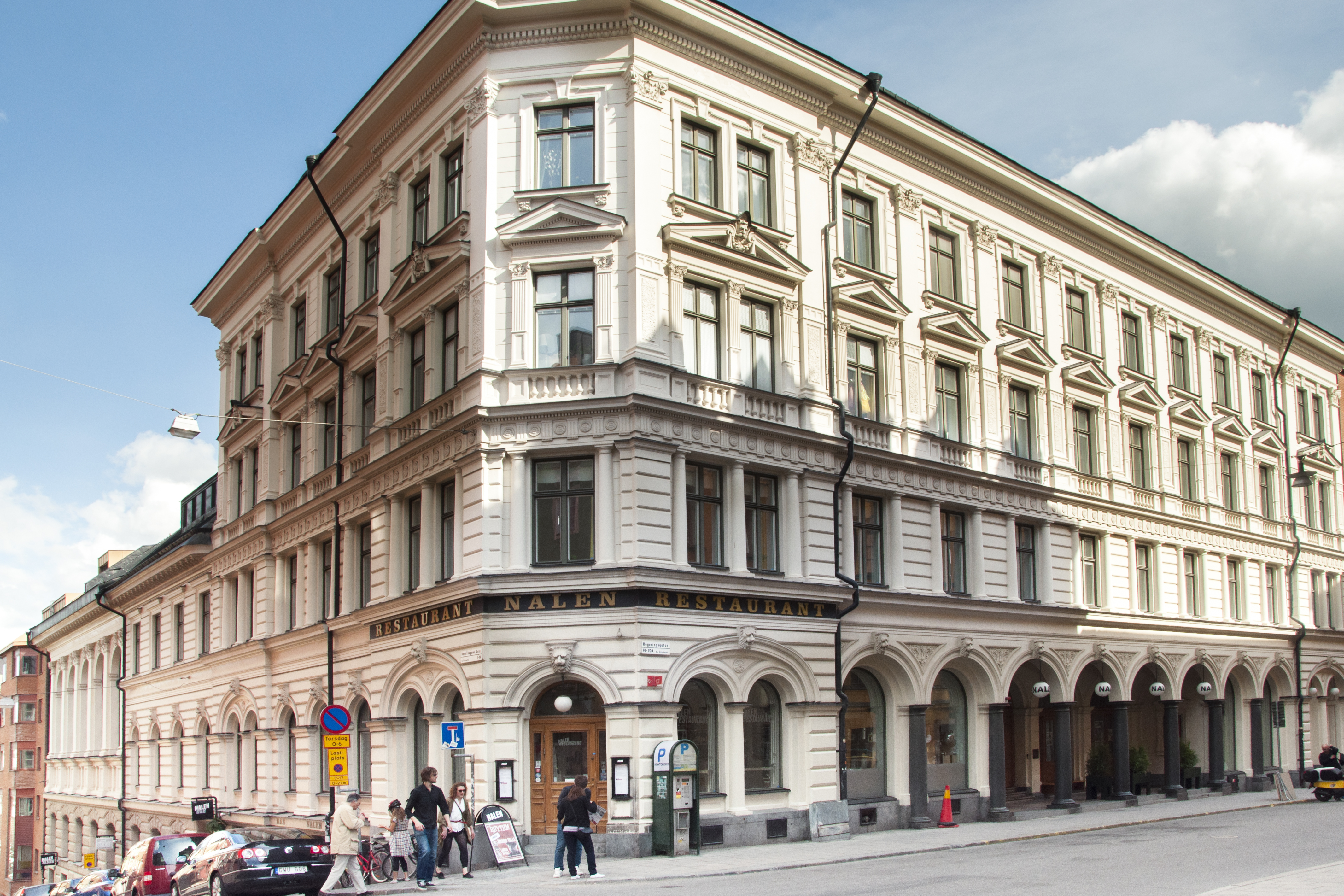
Nalen, der Veranstaltungsort des Melfest WKND

Durch den schwedischen ESC-Fanclub Melodifestivalklubben OGAE Sweden wurde am 10. März 2023, dem Freitagabend vor dem Finale in der Stockholmer Veranstaltungshalle Nalen eine Preparty innerhalb des Melfest WKND veranstaltet. Als Teilnehmer waren vor Ort:
- Anna Bergendahl ( Schweden 2010, Melodifestivalen 2019, 2020, 2022)
- Blanka ( Polen 2023)
- Bragi (Söngvakeppnin 2023)
- Emil Henrohn (Melodifestivalen 2023)
- Luke Black ( Serbien 2023)
- Reiley ( Dänemark 2023)
- Senhit ( San Marino 2011, 2020, 2021)
- Shirley Clamp (Melodifestivalen 2003, 2004, 2005, 2009, 2011, 2014, 2022)